# Nepalomyia pilifera
Nepalomyia pilifera är en tvåvingeart som först beskrevs av Yang och Saigusa 2001.  Nepalomyia pilifera ingår i släktet Nepalomyia och familjen styltflugor. Inga underarter finns listade i Catalogue of Life.